# Vielleségure
Vielleségure (en béarnais Vièla-Segura ou Bièle-Segure) une commune française, située dans le département des Pyrénées-Atlantiques en région Nouvelle-Aquitaine.
Le gentilé est Vielleségurois.

## Géographie

### Localisation
La commune de Vielleségure se trouve dans le département des Pyrénées-Atlantiques, en région Nouvelle-Aquitaine.
Elle se situe à 32 km par la route de Pau, préfecture du département, et à 6,2 km de Mourenx, bureau centralisateur du canton du Cœur de Béarn dont dépend la commune depuis 2015 pour les élections départementales.
La commune fait en outre partie du bassin de vie de Mourenx.
Les communes les plus proches sont : 
Sauvelade (4,3 km), Lagor (4,7 km), Ogenne-Camptort (5,1 km), Lahourcade (5,4 km), Mourenx (6,6 km), Os-Marsillon (6,6 km), Abidos (6,7 km), Méritein (6,9 km).
Sur le plan historique et culturel, Vielleségure fait partie de la province du Béarn, qui fut également un État et qui présente une unité historique et culturelle à laquelle s’oppose une diversité frappante de paysages au relief tourmenté.

### Communes limitrophes
Les communes limitrophes sont  Bastanès, Bugnein, Lagor, Lucq-de-Béarn, Méritein, Navarrenx, Ogenne-Camptort et Sauvelade.
| Bugnein            | Sauvelade       |               |
| Bastanès, Méritein | Vielleségure    | Lagor         |
| Navarrenx          | Ogenne-Camptort | Lucq-de-Béarn |

### Hydrographie

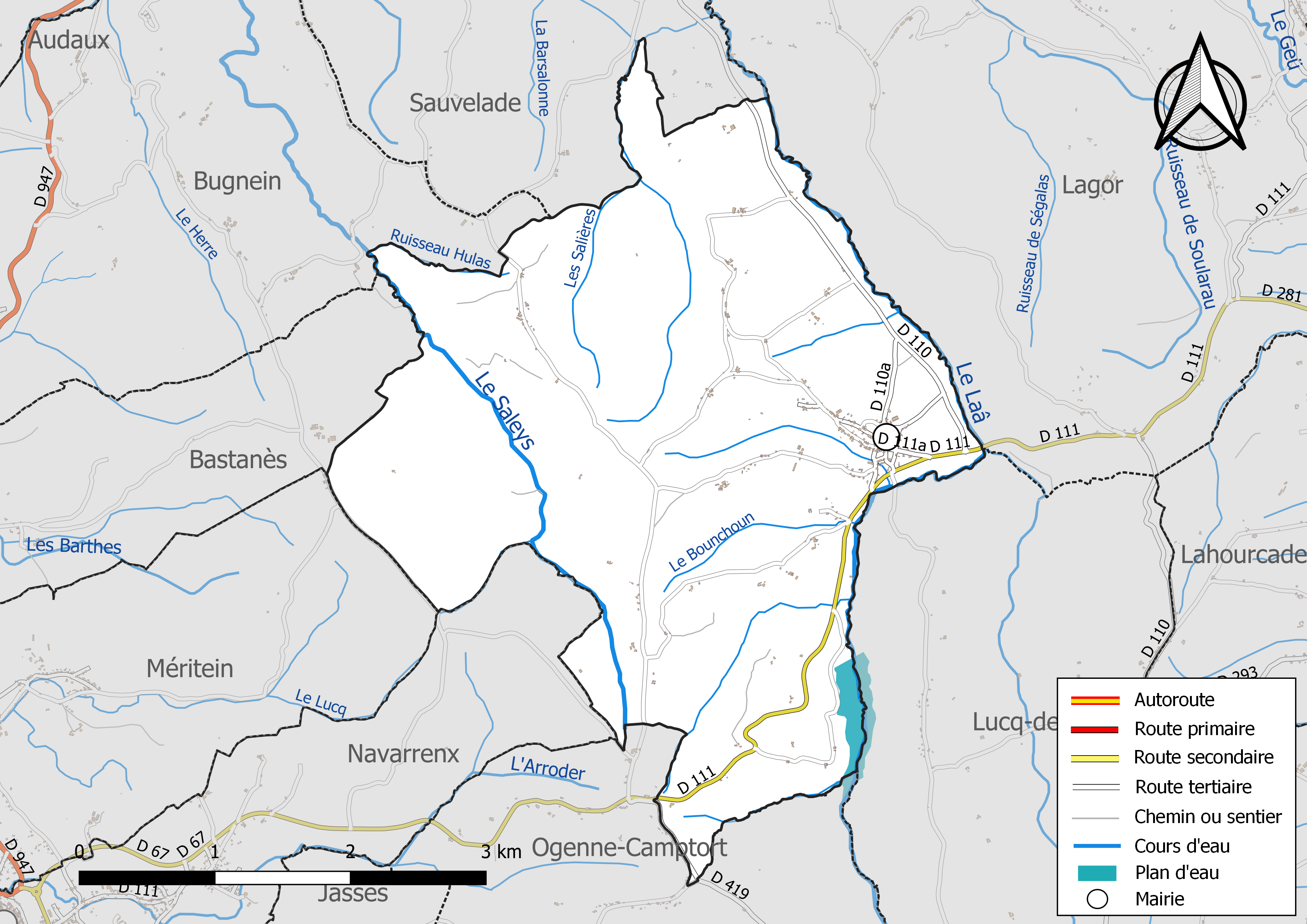
Réseaux hydrographique et routier de Vielleségure.

La commune est drainée par le Laà, le Saleys, le Bounchoun, les Salières, le ruisseau Hulas, et par divers petits cours d'eau, constituant un réseau hydrographique de 21 km de longueur totale,.
Le Laà, d'une longueur totale de 29,5 km, prend sa source dans la commune d'Ogenne-Camptort et s'écoule du sud-est vers le nord-ouest. Il traverse la commune et se jette dans le gave de Pau à Orthez, après avoir traversé 9 communes.
Le Saleys, d'une longueur totale de 48,7 km, prend sa source dans la commune d'Ogenne-Camptort et s'écoule du sud-est vers le nord-ouest. Il traverse la commune et se jette dans le gave d'Oloron à Carresse-Cassaber, après avoir traversé 13 communes.

### Climat
Pour des articles plus généraux, voir Climat de la Nouvelle-Aquitaine et Climat des Pyrénées-Atlantiques.
Historiquement, la commune est exposée à un climat de montagne.  
En 2020, Météo-France publie une typologie des climats de la France métropolitaine dans laquelle la commune est toujours exposée à un climat de montagne et est dans la région climatique Pyrénées atlantiques, caractérisée par une pluviométrie élevée (>1 200 mm/an) en toutes saisons, des hivers très doux (7,5 °C en plaine) et des vents faibles.
Pour la période 1971-2000, la température annuelle moyenne est de 13,4 °C, avec une amplitude thermique annuelle de 13,9 °C. Le cumul annuel moyen de précipitations est de 1 284 mm, avec 11,7 jours de précipitations en janvier et 8,5 jours en juillet. Pour la période 1991-2020, la température moyenne annuelle observée sur la station météorologique la plus proche, située sur la commune de Monein à 9 km à vol d'oiseau, est de 14,2 °C et le cumul annuel moyen de précipitations est de 1 228,6 mm,. Pour l'avenir, les paramètres climatiques de la commune estimés pour 2050 selon différents scénarios d’émission de gaz à effet de serre sont consultables sur un site dédié publié par Météo-France en novembre 2022.

### Milieux naturels et biodiversité

#### Réseau Natura 2000
Le réseau Natura 2000 est un réseau écologique européen de sites naturels d'intérêt écologique élaboré à partir des Directives « Habitats » et « Oiseaux », constitué de zones spéciales de conservation (ZSC) et de zones de protection spéciale (ZPS).
Un site Natura 2000 a été défini sur la commune au titre de la « directive Habitats » : le « gave de Pau », d'une superficie de 8 194 ha, un vaste réseau hydrographique avec un système de saligues encore vivace,.

## Urbanisme

### Typologie
Au 1er janvier 2024, Vielleségure est catégorisée commune rurale à habitat très dispersé, selon la nouvelle grille communale de densité à sept niveaux définie par l'Insee en 2022.
Elle est située hors unité urbaine. Par ailleurs la commune fait partie de l'aire d'attraction de Mourenx, dont elle est une commune de la couronne,. Cette aire, qui regroupe 4 communes, est catégorisée dans les aires de moins de 50 000 habitants,.

### Occupation des sols

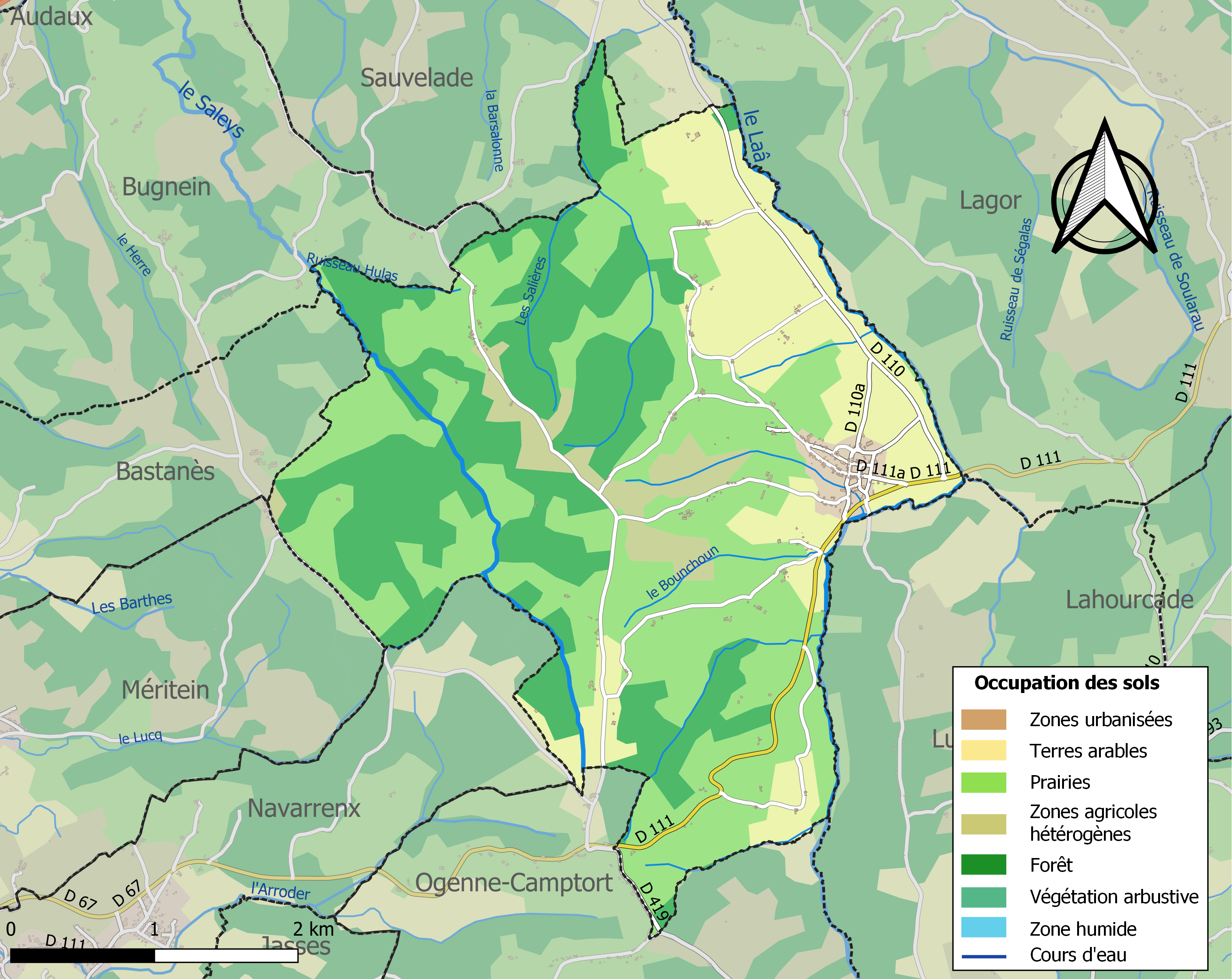
Carte des infrastructures et de l'occupation des sols de la commune en 2018 (CLC).

L'occupation des sols de la commune, telle qu'elle ressort de la base de données européenne d’occupation biophysique des sols Corine Land Cover (CLC), est marquée par l'importance des territoires agricoles (69,2 % en 2018), une proportion identique à celle de 1990 (69,2 %). La répartition détaillée en 2018 est la suivante : 
prairies (43,9 %), forêts (28,9 %), terres arables (20,5 %), zones agricoles hétérogènes (4,9 %), zones urbanisées (1,9 %). L'évolution de l’occupation des sols de la commune et de ses infrastructures peut être observée sur les différentes représentations cartographiques du territoire : la carte de Cassini (XVIIIe siècle), la carte d'état-major (1820-1866) et les cartes ou photos aériennes de l'IGN pour la période actuelle (1950 à aujourd'hui).

### Lieux-dits et hameaux
- Béziau de Bas ;
- Béziau de Haut ;
- Hourcade ;
- lou Sales ;
- Serre de Cherps.

### Voies de communication et transports
La commune est desservie par les routes départementales 110 et 111.

### Risques majeurs
Le territoire de la commune de Vielleségure est vulnérable à différents aléas naturels : météorologiques (tempête, orage, neige, grand froid, canicule ou sécheresse), inondations et séisme (sismicité moyenne). Il est également exposé à un risque technologique,  le transport de matières dangereuses. Un site publié par le BRGM permet d'évaluer simplement et rapidement les risques d'un bien localisé soit par son adresse soit par le numéro de sa parcelle.

#### Risques naturels
Certaines parties du territoire communal sont susceptibles d’être affectées par le risque d’inondation par une crue à  débordement lent de cours d'eau, notamment le Laâ et le Saleys. La commune a été reconnue en état de catastrophe naturelle au titre des dommages causés par les inondations et coulées de boue survenues en 1982, 1983 et 2009,.

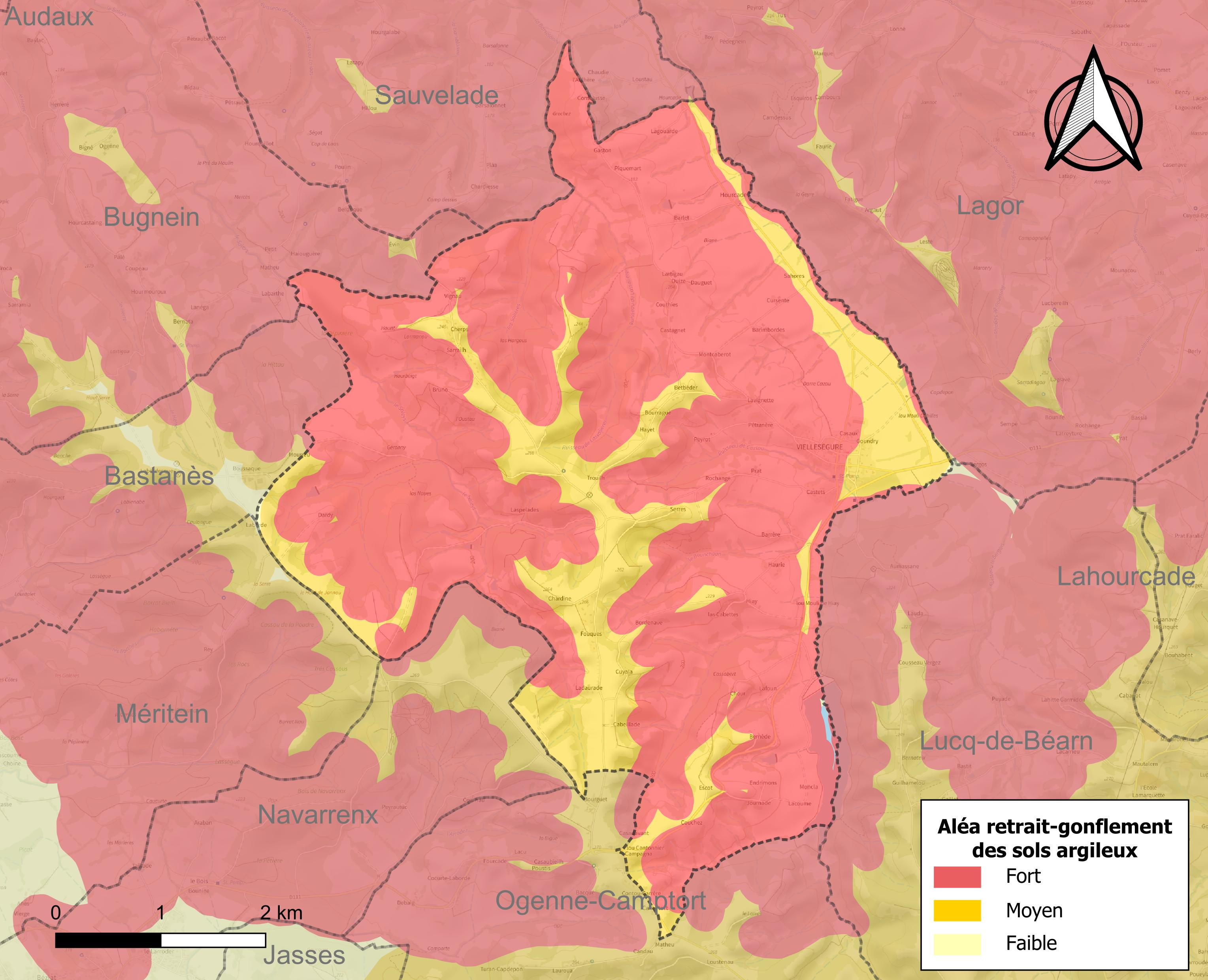
Carte des zones d'aléa retrait-gonflement des sols argileux de Vielleségure.

Le retrait-gonflement des sols argileux est susceptible d'engendrer des dommages importants aux bâtiments en cas d’alternance de périodes de sécheresse et de pluie. 99,9 % de la superficie communale est en aléa moyen ou fort (59 % au niveau départemental et 48,5 % au niveau national). Depuis le 1er octobre 2020, en application de la loi ELAN, différentes contraintes s'imposent aux vendeurs, maîtres d'ouvrages ou constructeurs de biens situés dans une zone classée en aléa moyen ou fort,.

## Toponymie
Le toponyme Vielleségure apparaît sous les formes 
la bastide de Viele-Segure (1343, notaires de Pardies), 
Sent-Bertran de Viele-Segure (vers 1350, notaires de Lucq), 
Bielesegure (1391, notaires de Navarrenx) et 
Bielasegura (1572, réformation de Béarn).
Son nom béarnais est Vièla-Segura ou Bièle-Segure.

## Histoire
Les origines de Vielleségure remontent à une période où les Vascons s'opposaient aux Romains sur un site reconnu comme un « éperon barré » édifié sur une motte. Puis une forteresse bâtie au Moyen Âge laissera la place en 1339 à une première bastide construite sur ordre de Gaston II, vicomte de Béarn et comte de Foix. Partie prenante d'un système défensif nécessaire pendant la guerre de Cent Ans, la bastide est modernisée et fortifiée par Gaston III, dit Fébus, sur une ordonnance signée le 26 janvier 1372 dans laquelle il décrit avec précision les fossés, contre-fossés, arrases, chaperons et guérites devant être édifiés. Il crée par la suite une reculhide dont feront partie 142 chefs de foyers désignés comme devant, en contrepartie de la sécurité que leur assure le lieu, participer à sa construction et à son entretien.
Paul Raymond note qu'en 1385, Vielleségure comptait 56 feux et dépendait du bailliage de Lagor et Pardies.

## Héraldique
| Blason | Blasonnement : D'or, à trois pals de gueules, surchargé d'un trécheur de sable portant onze besants du même, à une tête de loup arrachée de sable, à l'œil flamboyant Commentaires : Blason adopté par la commune le 08/09/2000, créé par Yves Rosquin selon les règles de symbolique héraldique. Il rappelle la création de la bastide par Gaston II vicomte de Béarn et comte de Foix (d'or à trois pals de gueules, armoiries de Foix), et sa modernisation (enceinte flanquée de onze tours) par Gaston II dit Fébus, auteur du Livre de la Chasse (BNF) faisant encore aujourd'hui référence, grand amateur de la chasse au loup. |

## Politique et administration
| Période                                  | Période  | Identité              | Étiquette | Qualité |
| ---------------------------------------- | -------- | --------------------- | --------- | ------- |
| 1995                                     | 2008     | Jean-Pierre Élissondo | DVG       |         |
| 2008                                     | En cours | Philippe Arriau       |           |         |
| Les données manquantes sont à compléter. |          |                       |           |         |

### Intercommunalité
Vielleségure fait partie de cinq structures intercommunales :
- l'agence publique de gestion locale ;
- la communauté de communes de Lacq-Orthez ;
- le SIVOM de Lagor ;
- le syndicat intercommunal d'eau et d'assainissement Gave et Baïse ;
- le syndicat intercommunal de transports scolaires de la vallée du Laà.

## Population et société

### Démographie
L'évolution du nombre d'habitants est connue à travers les recensements de la population effectués dans la commune depuis 1793. Pour les communes de moins de 10 000 habitants, une enquête de recensement portant sur toute la population est réalisée tous les cinq ans, les populations de référence des années intermédiaires étant quant à elles estimées par interpolation ou extrapolation. Pour la commune, le premier recensement exhaustif entrant dans le cadre du nouveau dispositif a été réalisé en 2007.

En 2022, la commune comptait 381 habitants, en évolution de +3,25 % par rapport à 2016 (Pyrénées-Atlantiques : +3,78 %, France hors Mayotte : +2,11 %).
| 1793 | 1800 | 1806 | 1821 | 1831 | 1836 | 1841  | 1846 | 1851 |
| ---- | ---- | ---- | ---- | ---- | ---- | ----- | ---- | ---- |
| 789  | 685  | 751  | 870  | 969  | 971  | 1 000 | 943  | 888  |

| 1856 | 1861 | 1866 | 1872 | 1876 | 1881 | 1886 | 1891 | 1896 |
| ---- | ---- | ---- | ---- | ---- | ---- | ---- | ---- | ---- |
| 828  | 742  | 730  | 689  | 657  | 653  | 641  | 601  | 570  |

| 1901 | 1906 | 1911 | 1921 | 1926 | 1931 | 1936 | 1946 | 1954 |
| ---- | ---- | ---- | ---- | ---- | ---- | ---- | ---- | ---- |
| 550  | 543  | 541  | 463  | 415  | 390  | 389  | 362  | 358  |

| 1962 | 1968 | 1975 | 1982 | 1990 | 1999 | 2006 | 2007 | 2012 |
| ---- | ---- | ---- | ---- | ---- | ---- | ---- | ---- | ---- |
| 393  | 375  | 392  | 370  | 352  | 364  | 399  | 404  | 362  |

| 2017 | 2022 | - | - | - | - | - | - | - |
| ---- | ---- | - | - | - | - | - | - | - |
| 375  | 381  | - | - | - | - | - | - | - |

## Économie
La commune fait partie de la zone d'appellation d'origine contrôlée (AOC) du Béarn et de celle de l'ossau-iraty.

## Culture locale et patrimoine

### Patrimoine religieux
L'église Saint-Bertrand-de-Comminges date partiellement du XIVe siècle et fut remaniée en 1861.